# Armia koronna

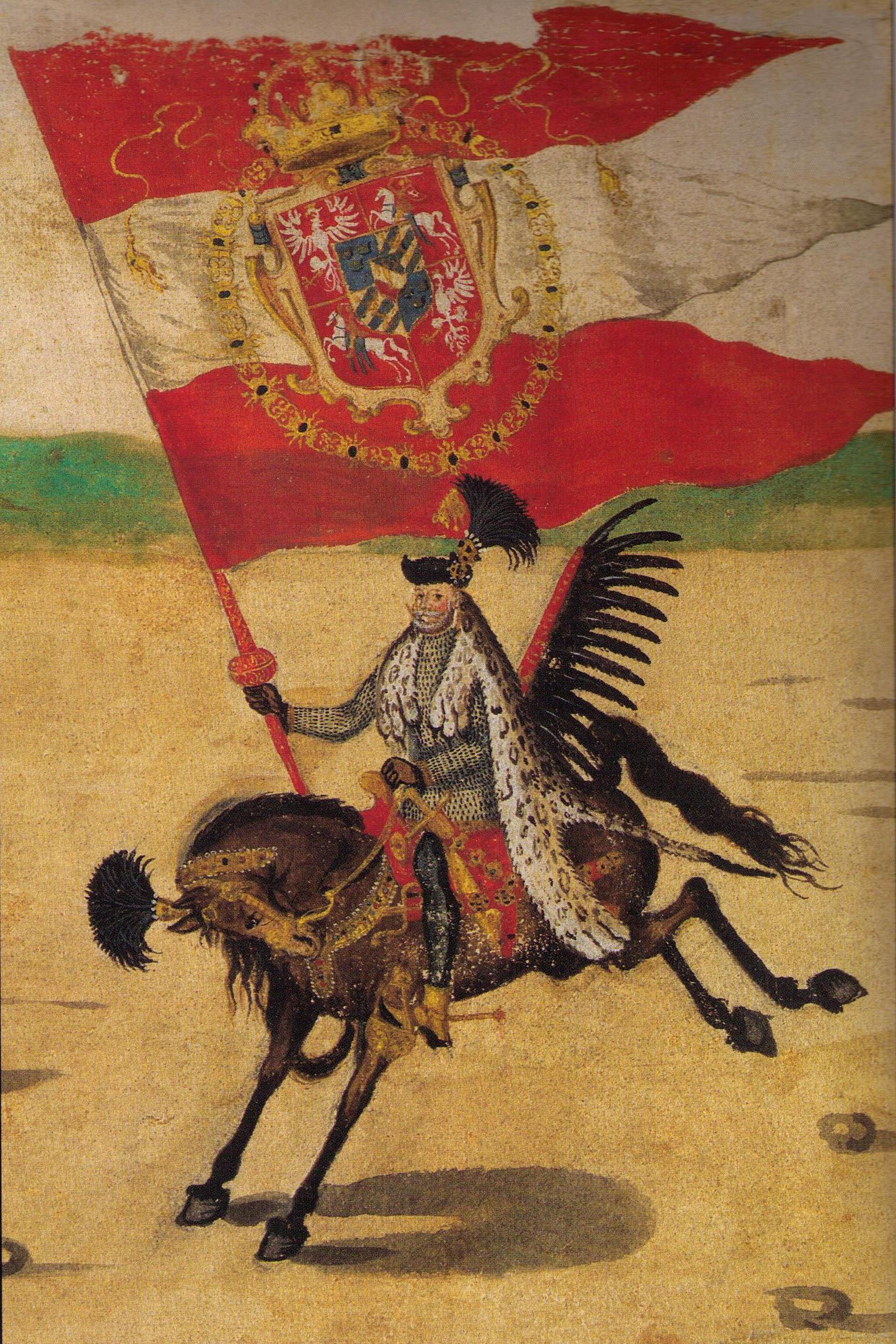
Chorąży wielki koronny

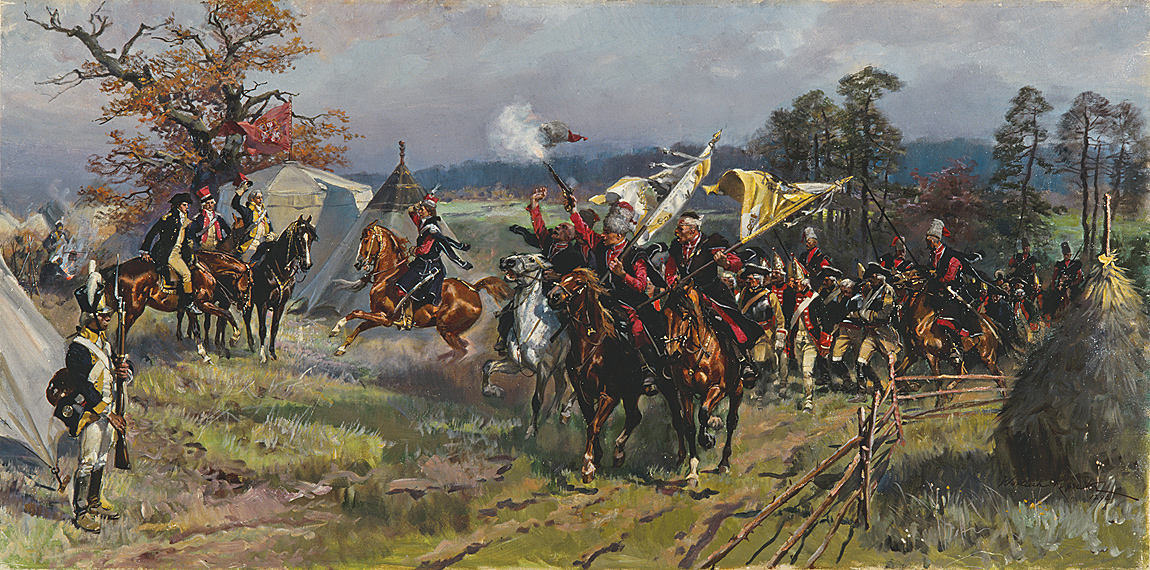
Po bitwie pod Zieleńcami, Kościuszko wraz z ks. Józefem odbierają defiladę wojsk polskich z jeńcami, po pobiciu wojsk rosyjskich, obraz Wojciecha Kossaka

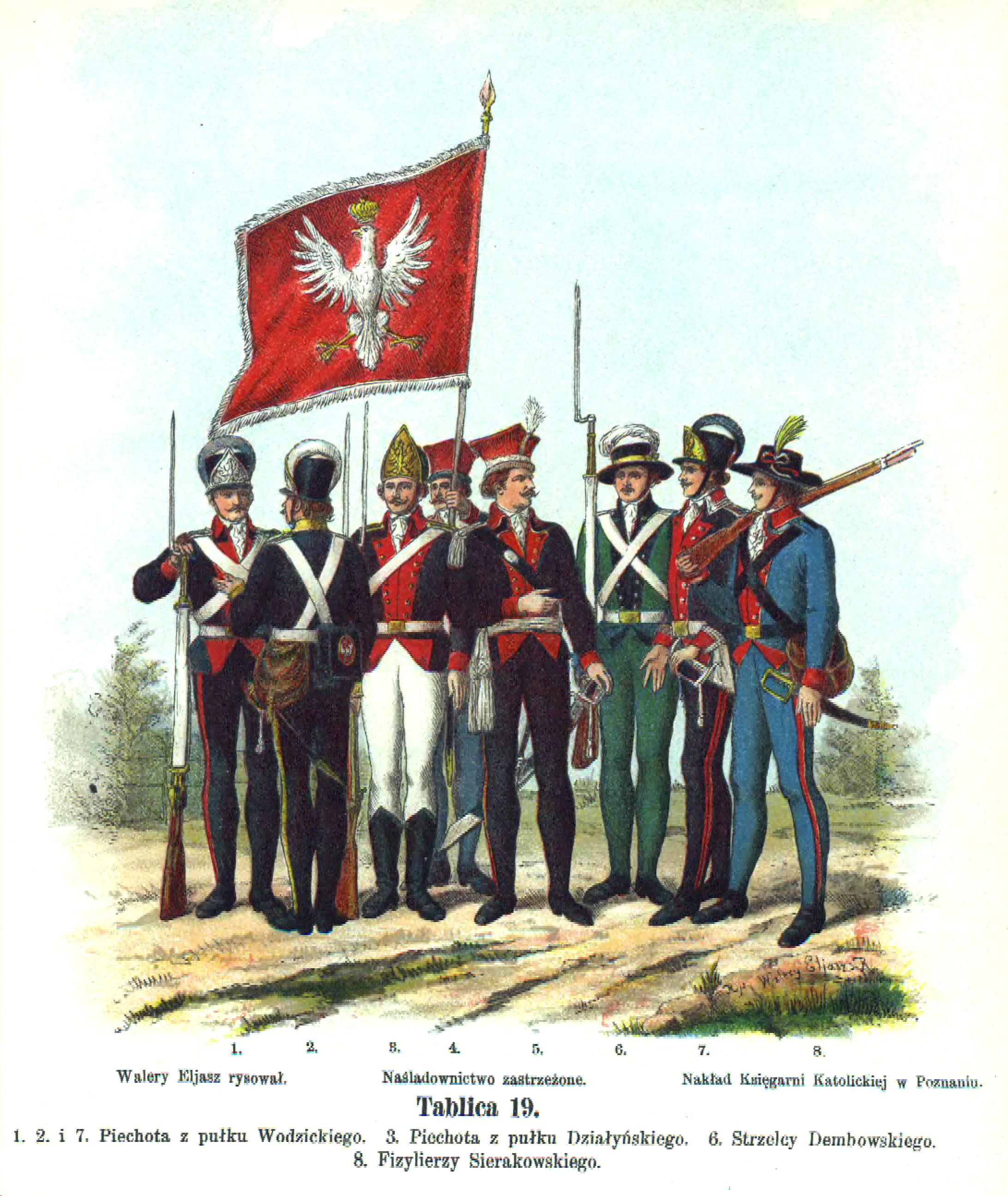
Piechota wojsk koronnych, 1794

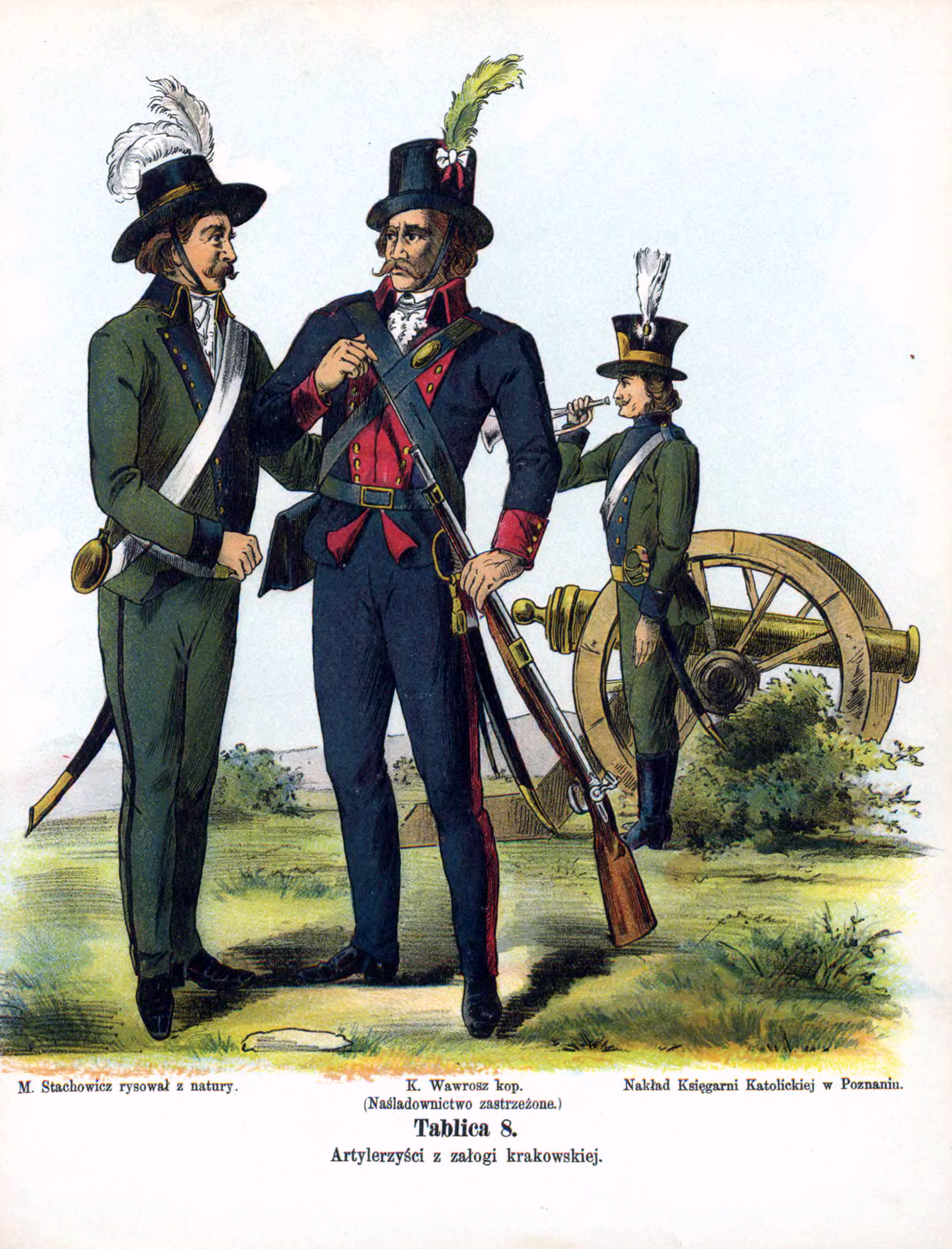
Artylerzyści garnizonu krakowskiego w 1794 r.

Armia koronna – siły zbrojne Korony Królestwa Polskiego w ramach Rzeczypospolitej Obojga Narodów.

## Sztab generalny wojsk koronnych
Sztab generalny stanowiła grupa ludzi piastujących wysokie stanowiska państwowe - wojskowe i cywilno-wojskowe, niektóre już zanikające, inne coraz bardziej tracące na merytorycznym znaczeniu, jeszcze inne posiadające już i zdobywające coraz większe znaczenie). W skład tej grupy wchodzili także niżej w hierarchii umieszczeni urzędnicy Departamentu Wojskowego Rady Nieustającej, który w 1776 roku wraz z Kancelarią Wojskową króla przejął od hetmanów władzę nad wojskiem i stał się pierwowzorem ministerstwa spraw wojskowych, a 11 listopada 1788 roku został zastąpiony przez Komisję Wojskową. Z czasem do tej struktury zaliczono także placmajorów.

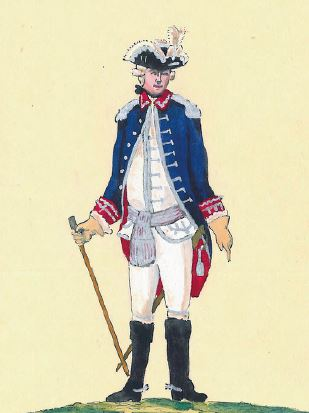
Generał lejtnant w 1775

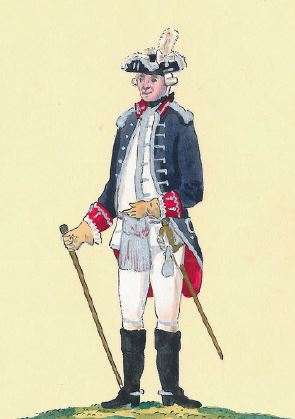
Generał major w 1775

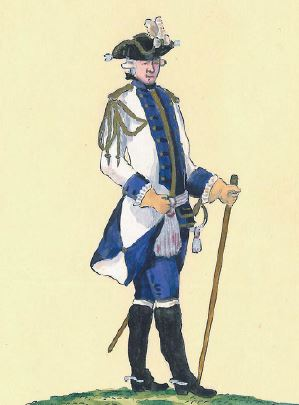
Generał adiutant w mundurze cudzoziemskim w 1775

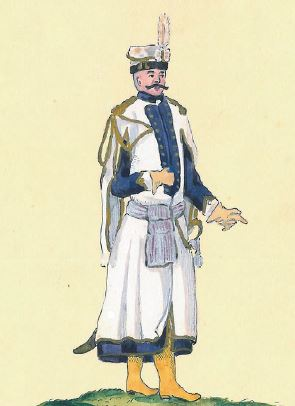
Generał adiutant w mundurze polskim w 1775

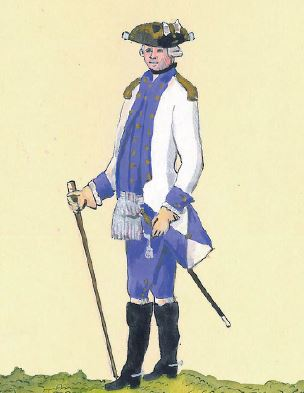
Adiutant przyboczny w 1775

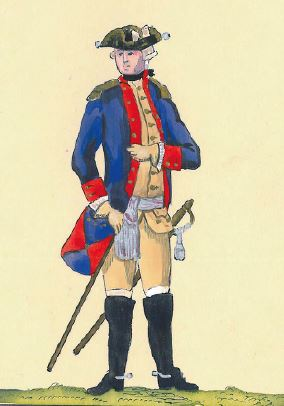
Oficer sztabu generalnego w 1775

Sejm w roku 1776 określił listę stanowisk  sztabu generalnego koronnego. Byli to:
- hetman wielki koronny
- hetman polny koronny
- pisarz polny koronny
- generał artylerii koronnej
- dwóch generałów inspektorów
- strażnik polny koronny
- oboźny polny koronny
- dwóch generałów lejtnantów
- dwóch generałów majorów
- czterech adiutantów hetmańskich
- dwóch buńczucznych hetmańskich
- komendant Kamieńca Podolskiego
- oficjaliści Departamentu Wojskowego:
  - pisarz
  - regent
  - pułkownik od kart geograficznych
  - audytor
  - adiutant
  - instygator

Obsada sztabu generalnego wojsk koronnych uległa zmianom. W 1780 wymienia tylko 2 adiutantów hetmańskich i adiutanta generała artylerii. W etacie z 1785 pojawiły się funkcje placmajora i archiwisty
W związku z próbą wprowadzenia etatu 100-tysięcznej, a potem  65-tysięcznej armii sztab generalny w 1789 został rozbudowany. Przewidywał następujące stanowiska i funkcje.
- hetman wielki koronny[d]
- hetman polny koronny[e]
- pisarz polny koronny z rangą generała lejtnanta[f]
- strażnik wielki koronny
- oboźny wielki koronny
- generał artylerii koronnej
- dwóch generałów inspektorów (kawalerii i piechoty)[g]
- strażnik polny koronny[h]
- oboźny polny koronny[i]
- czterech generałów lejtnantów komenderujących dywizjami
- ośmiu generałów majorów komenderujących w dywizjach
- generał przy boku króla[j]
- komendant Fortecy Kamienieckiej z rangą generała majora[k]
- adiutant króla z rangą starszego pułkownika[l]
- czterech adiutantów króla z rangą pułkownika[m]
- dwóch buńczucznych króla
- czterech adiutantów hetmańskich z rangą podpułkownika[n]
- dwóch buńczucznych hetmańskich[o]
- doktor wojskowy
- generalny sztabs-chirurg
- oficjaliści Komisji Wojskowej:
  - pisarz wojskowy z rangą rotmistrza Kawalerii Narodowej
  - regent wojskowy z rangą porucznika Kawalerii Narodowej
  - pułkownik od kart geograficznych
  - generał audytor
  - regent likwidacji i kasy z rangą pułkownika
  - placmajor w Warszawie
  - placmajor w Kamieńcu Podolskim
  - generał adiutant Komisji Wojskowej z rangą podpułkownika i dalszym awansem w wojsku
  - sekretarz z rangą majora
  - archiwista
  - instygator

## Dywizje koronne
- 1 Dywizja Koronna – gen. ks. Józef Poniatowski
- 2 Dywizja Koronna – gen. Arnold Anastazy Byszewski
- 3 Dywizja Koronna – gen. Tadeusz Kościuszko
- 4 Dywizja Koronna – gen. lejtn. Stefan Lubowidzki
- Kijowsko-Bracławska Dywizja Koronna – gen. lejtn. Stefan Lubowidzki
- Małopolska Dywizja Koronna – gen. lejtn. Piotr Ożarowski, gen. mjr Józef Wodzicki
- Dywizja Nadnarwiańska – gen. Jerzy Grabowski
- Wielkopolska Dywizja Koronna – gen. lejtn. Arnold Anastazy Byszewski
- Dywizja Wołyńsko-Podolska – gen. lejtn. Michał Lubomirski

## Piechota koronna w XVIII w.
W 1776 r. oprócz siedmiu dawnych regimentów (gwardii pieszej, regimentów królowej, królewicza, buławy wielkiej, buławy polnej, artylerii, łanowego) istniały już: regiment Ordynacji Ostrogskiej i regiment Ordynacji Rydzyńskiej. Formowały się: regiment Marcina Lubomirskiego i regiment Kaliksta Ponińskiego. W 1777 r. spieszono trzy regimenty dragonii. W 1785 r. sformowano regiment im. Potockich. W ten sposób liczba regimentów osiągnęła piętnaście. Nowe regimenty otrzymały po 1786 r. kolejną numerację. Ich organizacja nie została ujednolicona. Gwardia piesza składała się z 2 batalionów po 12 kompanii. Pozostałe regimenty posiadały jeden batalion. Pięć „starych” regimentów liczyło po 8 kompanii. Regiment VI łanowy, cztery regimenty nowo utworzone i trzy spieszone dragońskie składały się z sześciu, a regiment XIV im. Potockich – z czterech kompanii. Kompanie liczyły po 56-57 ludzi. W czterech regimentach stan kompanii wahał się od 70 do 97 ludzi.
W latach 1786–1788 etat piechoty koronnej, złożonej z piętnastu regimentów, dwóch chorągwi węgierskich obu buław i garnizonu częstochowskiego, wynosił 7844 ludzi. Mimo dużych trudności werbunkowych stan faktyczny regimentów niewiele różnił się od etatowego.

### Regimenty
- Regiment Gwardii Pieszej Koronnej
- 1 Regiment Pieszy Koronny
- 2 Regiment Pieszy Koronny
- 3 Regiment Pieszy Czapskiego

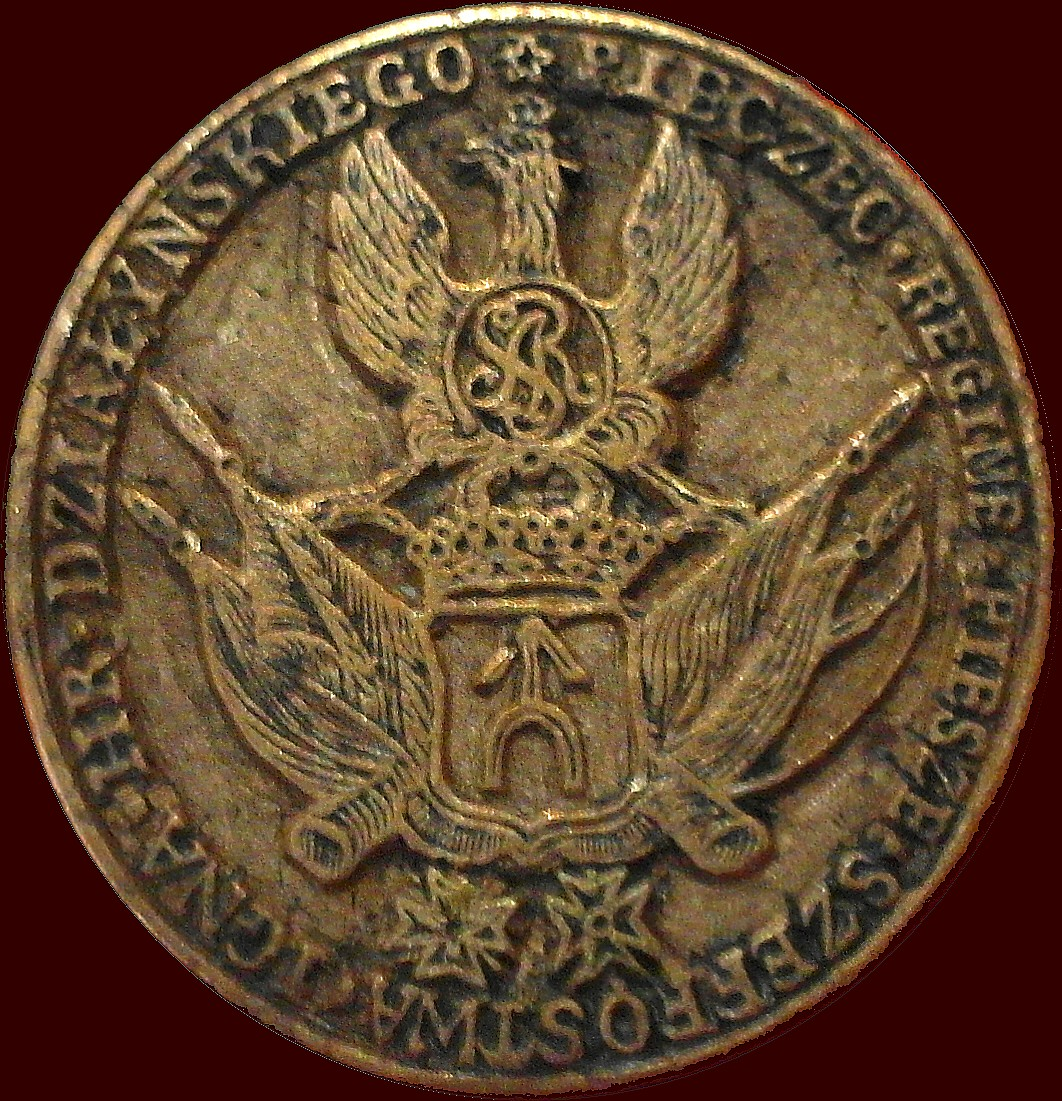
pieczęć 10 Regimentu Pieszego szefostwa gen. Działyńskiego z 1791 roku

- 4 Regiment Pieszy Buławy Wielkiej Koronnej
- 5 Regiment Fizylierów
- 6 Regiment Pieszy Łanowy
- 7 Regiment Pieszy Potockiego
- 8 Regiment Pieszy Buławy Polnej Koronnej
- 9 Regiment Pieszy Raczyńskiego
- 10 Regiment Pieszy Ordynacji Rydzyńskiej
- 11 Regiment Pieszy Grenadierów
- 12 Regiment Pieszy Koronny
- 13 Regiment Pieszy Ordynacji Ostrogskiej
- 14 Regiment Pieszy im. Potockich
- 15 Regiment Pieszy Koronny
- 16 Regiment Pieszy Były Skarbowy
- 17 Regiment Pieszy Koronny
- 18 Regiment Pieszy Koronny
- 19 Regiment Strzelców Koronnych
- 20 Regiment Pieszy Koronny
- 21 Regiment Pieszy Koronny
- Regiment Pieszy pod im. Konfederacji Wolnych
- 1 Regiment Grenadierów Krakowskich
- 2 Regiment Grenadierów Krakowskich
- Regiment Grenadierów Lubelskich
- Regiment Grenadierów Sandomierskich
- Korpus Strzelców
- Batalion skarbowy
- Garnizon Częstochowa
- Garnizon Poznań
- Chorągiew węgierska Buławy Wielkiej Koronnej (1717-1789, wznowiona 1793)
- Chorągiew węgierska Buławy Polnej Koronnej (1717-1789, wznowiona 1793)
- Chorągiew węgierska Marszałka Wielkiego Koronnego (1717-1794)
- Milicja Warszawy
- Milicje ‘ukraińskie’ (według Wolańskiego)

## Jazda koronna w XVIII w.
W 1778 r. jazda koronna liczyła ok. 4700 ludzi. Ostateczną organizację jazdy koronnej ustalił etat z 1784 r. Przewidywał on cztery brygady Kawalerii Narodowej po 876 ludzi, dwa pułki przedniej straży po 391 ludzi, trzy regimenty dragonii po 257 ludzi, regiment gwardii konnej koronnej – 465 ludzi, razem 5522 ludzi. Brygada miała składać się z sześciu szwadronów po 144 ludzi, szwadron z czterech chorągwi po 35 ludzi; pułk przedniej straży – z ośmiu chorągwi po 47 ludzi; regiment dragonii – z sześciu kompanii po 40 ludzi, gwardia konna – z ośmiu kompanii po ok. 50 ludzi. W chorągwi kawalerii było tylko 14 towarzyszy i 14 pocztowych, w chorągwi przedniej straży – 20 towarzyszy i 20 pocztowych, w kompanii dragońskiej 30 dragonów.
W wyniku reform Sejmu Wielkiego doszło do zmian w strukturze kawalerii i zwiększyły się stany osobowe jazdy koronnej. Najwyższy stan liczbowy osiągnęła jazda przed wybuchem wojny z Rosją w 1792 roku. Według etatu, z pułkiem nadwornym królewskim, liczyła 20924 żołnierzy, a faktycznie 19992. Do tego należy dodaż około 1200 żołnierzy zmobilizowanych do dwóch pułków kozackich. Wiosną 1793 roku wcielono do armii rosyjskiej cztery brygady KN, dwa pułki przedniej straży i częściowo trzeci. Stany etatowy jazdy koronnej we wrześniu 1793 roku to 12594 żołnierzy, a faktyczny 9617. Przed rozpoczęciem insurekcji stan faktyczny jazdy wynosił ogółem 8512 żołnierzy

### Jednostki jazdy
Istnieją dwa sposoby numeracji brygad koronnych 5-8 Kawalerii Narodowej. Według pierwszego (przyjętego m.in. przez B. Gembarzewskiego) istniały 4 brygady „ukraińskie”: 5 Brygada Kawalerii Narodowej to inaczej 3 Ukraińska Brygada Kawalerii Narodowej, 6 Brygada KN – 2 Ukraińska Brygada KN, 7 Brygada KN – 1 Ukraińska Brygada KN a 8 Brygada KN – 4 Ukraińska Brygada KN. Według drugiego sposobu numeracji istniały tylko 2 brygady „ukraińskie”, a pozostałe 2 były „wołyńskie”: 5 Brygada KN – 1 Ukraińska Brygada KN, 6 Brygada KN – 2 Wołyńska Brygada KN, 7 Brygada KN – 1 Wołyńska Brygada KN a 8 Brygada KN – 2 Ukraińska Brygada KN.
- Gwardia Konna Koronna
- 1 Brygada Kawalerii Narodowej (1 Wielkopolska) Damazego Mioduskiego
- 2 Brygada Kawalerii Narodowej (2 Wielkopolska) Pawła Biernackiego
- 3 Brygada Kawalerii Narodowej (1 Małopolska) Piotra Hadziewicza
- 4 Brygada Kawalerii Narodowej (2 Małopolska) Jana Eryka Potockiego
- 5 Brygada Kawalerii Narodowej (3 Ukraińska) Rafała Dzierżka
- 6 Brygada Kawalerii Narodowej (2 Ukraińska) Rocha Jerlicza
- 7 Brygada Kawalerii Narodowej (1 Ukraińska) Stefana Lubowidzkiego
- 8 Brygada Kawalerii Narodowej (4 Ukraińska) Stanisława Mokronowskiego
- 1 Pułk Przedniej Straży im. Królowej
- 2 Pułk Przedniej Straży Buławy Wielkiej Koronnej
- 3 Pułk Przedniej Straży Buławy Polnej Koronnej
- 4 Pułk Koronny Przedniej Straży Xcia Wirtemberga
- 5 Pułk Koronny Przedniej Straży Xcia Lubomirskiego
- 1 Pułk Wiernych Kozaków Jana Potockiego
- 2 Pułk Wiernych Kozaków Poniatowskiego/ Chomentowskiego
- Pułk Ułanów Nadwornych pułkownika Stanisława Keninga (1783)/ pułkownika Franciszek Wojciechowski (1794)
- Ochotnicy ukraińscy (według Wolańskiego)

## Wojska techniczne w XVIII w.
- Korpus Artylerii Koronnej
- Korpus Inżynierów Koronnych
- Korpus Pontonierów Koronnych

## Finansowanie
Armia koronna utrzymywana była na mocy uchwał skarbowo-wojskowych Sejmu Niemego z 1717 roku ustalających budżet w wysokości 5 mln 425 tys. zł. Od września 1727 roku budżet wojskowy dodatkowo zasilił podatek na piechotą łanową (wpływy w wys. ok. 117 tys. zł rocznie). Artyleria koronna była utrzymywana z ustanowionej jeszcze w 1637 roku drugiej kwarty, tzw. „nowej” (wpływy w latach 1717–1735 w wysokości od ok. 112 tys. do 125 tys. zł). Dodatkowo Rada senatu przeznaczała po kilkaset tysięcy złotych na fortyfikacje Kamieńca Podolskiego i artylerię. Kwoty te pozwalały na utrzymanie w Koronie ok. 19 tys. stawek żołdowych, jednak w rzeczywistości w armii koronnej służyło przeciętnie 13 tys. żołnierzy, w armii Wielkiego Księstwa nieco ponad 4 tys. żołnierzy, gdyż gaże dowódców pochłaniały od kilku do kilkdziesięciu stawek, w zależności od rangi. W połowie XVIII wieku w Rzeczypospolitej służyło także ok. 30 tys. żołnierzy magnackich